# Major League Soccer 2005
Major League Soccer 2005 byl 10. ročník soutěže Major League Soccer působící ve Spojených státech amerických. Základní část vyhrál tým San Jose Earthquakes, playoff a celou MLS vyhrál podruhé tým Los Angeles Galaxy.

## Změny
Do MLS vstoupily dva nové týmy, CD Chivas USA a Real Salt Lake. Oba týmy byly zařazeny do Západní konference, Kansas City Wizards byli přesunuti do Východní konference. Tým Dallas Burn se přejmenoval na FC Dallas.

## Základní část

### Západní konference
| Poř. | Tým                  | Z  | V  | R  | P  | VG | OG | B  |
| ---- | -------------------- | -- | -- | -- | -- | -- | -- | -- |
| 1.   | San Jose Earthquakes | 32 | 18 | 10 | 4  | 53 | 31 | 64 |
| 2.   | FC Dallas            | 32 | 13 | 9  | 10 | 52 | 44 | 48 |
| 3.   | Colorado Rapids      | 32 | 13 | 6  | 13 | 40 | 37 | 45 |
| 4.   | Los Angeles Galaxy   | 32 | 13 | 6  | 13 | 44 | 45 | 45 |
| 5.   | Real Salt Lake       | 32 | 5  | 5  | 22 | 30 | 65 | 20 |
| 6.   | CD Chivas USA        | 32 | 4  | 6  | 22 | 31 | 67 | 18 |

|  | Postup do playoff |

### Východní konference
| Poř. | Tým                    | Z  | V  | R  | P  | VG | OG | B  |
| ---- | ---------------------- | -- | -- | -- | -- | -- | -- | -- |
| 1.   | New England Revolution | 32 | 17 | 8  | 7  | 55 | 37 | 59 |
| 2.   | D.C. United            | 32 | 16 | 6  | 10 | 58 | 37 | 54 |
| 3.   | Chicago Fire           | 32 | 15 | 4  | 13 | 49 | 50 | 49 |
| 4.   | MetroStars             | 32 | 12 | 11 | 9  | 53 | 49 | 47 |
| 5.   | Kansas City Wizards    | 32 | 11 | 12 | 9  | 52 | 44 | 45 |
| 6.   | Columbus Crew          | 32 | 11 | 5  | 16 | 34 | 45 | 38 |

|  | Postup do playoff |

### Celkové pořadí
| Poř. | Tým                      | Z  | V  | R  | P  | VG | OG | B  |
| ---- | ------------------------ | -- | -- | -- | -- | -- | -- | -- |
| 1.   | San Jose Earthquakes (C) | 32 | 18 | 10 | 4  | 53 | 31 | 64 |
| 2.   | New England Revolution   | 32 | 17 | 8  | 7  | 55 | 37 | 59 |
| 3.   | D.C. United              | 32 | 16 | 6  | 10 | 58 | 37 | 54 |
| 4.   | Chicago Fire             | 32 | 15 | 4  | 13 | 49 | 50 | 49 |
| 5.   | FC Dallas                | 32 | 13 | 9  | 10 | 52 | 44 | 48 |
| 6.   | MetroStars               | 32 | 12 | 11 | 9  | 53 | 49 | 47 |
| 7.   | Colorado Rapids          | 32 | 13 | 6  | 13 | 40 | 37 | 45 |
| 8.   | Los Angeles Galaxy (P)   | 32 | 13 | 6  | 13 | 44 | 45 | 45 |
| 9.   | Kansas City Wizards      | 32 | 11 | 12 | 9  | 52 | 44 | 45 |
| 10.  | Columbus Crew            | 32 | 11 | 5  | 16 | 34 | 45 | 38 |
| 11.  | Real Salt Lake           | 32 | 5  | 5  | 22 | 30 | 65 | 20 |
| 12.  | CD Chivas USA            | 32 | 4  | 6  | 22 | 31 | 67 | 18 |

Vysvětlivky: (C) – vítěz MLS Supporters' Shield, (P) – vítěz US Open Cup
|  | Postup do CONCACAF Champions' Cup 2006 |

## Playoff
|  | Čtvrtfinále            | Čtvrtfinále            |                        |        | Semifinále | Semifinále |  |  | Finále | Finále |
|  | Západní konference     |                        |                        |        |            |            |  |  |        |        |
|  |                        |                        |                        |        |            |            |  |  |        |        |
|  | San Jose Earthquakes   | 1 \| 1                 |                        |        |            |            |  |  |        |        |
|  | San Jose Earthquakes   | 1 \| 1                 |                        |        |            |            |  |  |        |        |
|  | Los Angeles Galaxy     | 3 \| 1                 |                        |        |            |            |  |  |        |        |
|  | Los Angeles Galaxy     | 3 \| 1                 | Los Angeles Galaxy     | 2      |            |            |  |  |        |        |
|  |                        |                        | Los Angeles Galaxy     | 2      |            |            |  |  |        |        |
|  |                        | Colorado Rapids        | 0                      |        |            |            |  |  |        |        |
|  | Colorado Rapids        | Colorado Rapids        | 0                      | 0 \| 2 |            |            |  |  |        |        |
|  | Colorado Rapids        |                        |                        | 0 \| 2 |            |            |  |  |        |        |
|  | FC Dallas              | 0 \| 2                 |                        |        |            |            |  |  |        |        |
|  | FC Dallas              | 0 \| 2                 | Los Angeles Galaxy     | 1      |            |            |  |  |        |        |
|  | Východní konference    |                        | Los Angeles Galaxy     | 1      |            |            |  |  |        |        |
|  |                        | New England Revolution | 0                      |        |            |            |  |  |        |        |
|  | New England Revolution | New England Revolution | 0                      | 0 \| 3 |            |            |  |  |        |        |
|  | New England Revolution |                        |                        | 0 \| 3 |            |            |  |  |        |        |
|  | MetroStars             | 1 \| 1                 |                        |        |            |            |  |  |        |        |
|  | MetroStars             | 1 \| 1                 | New England Revolution | 1      |            |            |  |  |        |        |
|  |                        |                        | New England Revolution | 1      |            |            |  |  |        |        |
|  |                        | Chicago Fire           | 0                      |        |            |            |  |  |        |        |
|  | Chicago Fire           | Chicago Fire           | 0                      | 0 \| 4 |            |            |  |  |        |        |
|  | Chicago Fire           |                        |                        | 0 \| 4 |            |            |  |  |        |        |
|  | D.C. United            | 0 \| 0                 |                        |        |            |            |  |  |        |        |
|  | D.C. United            | 0 \| 0                 |                        |        |            |            |  |  |        |        |

### Finále
| 13. listopadu 2005     |     |                        |                                                                    |
| Los Angeles Galaxy     | 1:0 | New England Revolution | Pizza Hut Park, Frisco, Texas diváci: 21 193 rozhodčí: Kevin Stott |
| Guillermo Ramírez 105' |     |                        | Pizza Hut Park, Frisco, Texas diváci: 21 193 rozhodčí: Kevin Stott |

| Los Angeles Galaxy | New England Revolution |

|               |    |                      |     |      |
|               |    |                      |     |      |
| GK            | 22 | Kevin Hartman        |     |      |
| DF            | 5  | Chris Albright       | 81' |      |
| DF            | 15 | Ugo Ihemelu          |     |      |
| DF            | 14 | Tyrone Marshall      | 69' |      |
| DF            | 2  | Todd Dunivant        | 33' |      |
| MF            | 13 | Cobi Jones           |     | 109' |
| MF            | 28 | Paulo Nagamura       | 56' |      |
| MF            | 8  | Peter Vagenas (C)    |     |      |
| MF            | 11 | Ned Grabavoy         |     | 66'  |
| FW            | 10 | Landon Donovan       |     |      |
| FW            | 16 | Herculez Gomez       | 78' | 119' |
| Náhradníci:   |    |                      |     |      |
| GK            | 35 | Josh Saunders        |     |      |
| DF            | 12 | Troy Roberts         |     |      |
| DF            | 27 | Pablo Chinchilla     |     |      |
| MF            | 1  | Steve Cronin         |     |      |
| MF            | 19 | Michael Enfield      |     |      |
| MF            | 17 | Guillermo Ramírez    |     | 66'  |
| MF            | 99 | Marcelo Saragosa     |     |      |
| FW            | 29 | Ednaldo da Conceição |     | 109' |
| FW            | 21 | Alan Gordon          |     | 119' |
| Trenér:       |    |                      |     |      |
| Steve Sampson |    |                      |     |      |

|             |    |                   |     |       |
|             |    |                   |     |       |
| GK          | 1  | Matt Reis         |     |       |
| DF          | 6  | Jay Heaps         | 76' |       |
| DF          | 15 | Michael Parkhurst |     |       |
| DF          | 8  | Joe Franchino (C) | 22' |       |
| DF          | 16 | James Riley       | 54' | 107'  |
| MF          | 2  | Clint Dempsey     |     |       |
| MF          | 3  | Daniel Hernández  | 15' | 90+1' |
| MF          | 21 | Shalrie Joseph    | 37' |       |
| MF          | 14 | Steve Ralston     |     |       |
| FW          | 20 | Taylor Twellman   |     |       |
| FW          | 11 | Pat Noonan        |     | 64'   |
| Náhradníci: |    |                   |     |       |
| GK          | 12 | Doug Warren       |     |       |
| DF          | 19 | Tony Lochhead     |     |       |
| DF          | 31 | Jeff Larentowicz  |     |       |
| MF          | 7  | José Cancela      |     | 64'   |
| MF          | 18 | Ricardo Phillips  |     |       |
| MF          | 23 | Luke Vercollone   |     |       |
| MF          | 25 | Andy Dorman       |     | 90+1' |
| FW          | 17 | Connally Edozien  |     |       |
| FW          | 30 | Ryan Latham       |     | 107'  |
| Trenér:     |    |                   |     |       |
| Steve Nicol |    |                   |     |       |

#### Vítěz
| Major League Soccer 2005 Los Angeles Galaxy 2. titul B: Hartman, Saunders O: Albright, Chinchilla, Dunivant, Ihemelu, Marshall, Roberts Z: Cronin, Enfield, Grabavoy, Jones, Nagamura, Ramírez, Saragosa, Vagenas Ú: da Conceição, Donovan, Gomez, Gordon Trenér: Steve Sampson |

## MLS All-Star Game 2005
| 30. července 2005                                               |     |                         |                                                                                   |
| MLS All-Stars                                                   | 4:1 | Fulham FC               | Columbus Crew Stadium, Columbus, Ohio diváci: 23 309 rozhodčí: Ricardo Valenzuela |
| Jeff Cunningham 85', 89' Taylor Twellman 23' Ronnie O'Brien 56' |     | 36' (pen.) Claus Jensen | Columbus Crew Stadium, Columbus, Ohio diváci: 23 309 rozhodčí: Ricardo Valenzuela |

| MLS All-Stars: |  |                   |  |     |
|                |  |                   |  |     |
| GK             |  | Matt Reis         |  | 89' |
|                |  | Chris Albright    |  | 46' |
|                |  | Jimmy Conrad      |  |     |
|                |  | Greg Vanney       |  |     |
|                |  | Frankie Hejduk    |  |     |
|                |  | Ronnie O'Brien    |  | 84' |
|                |  | Sharlie Joseph    |  |     |
|                |  | Simo Valakari     |  |     |
|                |  | Clint Dempsey     |  | 68' |
|                |  | Taylor Twellman   |  | 75' |
|                |  | Landon Donovan    |  | 64' |
| Náhradníci:    |  |                   |  |     |
| GK             |  | Scott Garlick     |  | 89' |
|                |  | Iván Guerrero     |  | 46' |
|                |  | Michael Parkhurst |  | 84' |
|                |  | Jeff Cunningham   |  | 68' |
|                |  | Brad Davis        |  | 75' |
|                |  | Christian Gómez   |  | 64' |
| Trenér:        |  |                   |  |     |
| neznámá vlajka |  |                   |  |     |

| Fulham:       |    |                   |  |     |
|               |    |                   |  |     |
| GK            | 1  | Mark Crossley     |  | 31' |
| DF            | 2  | Mortiz Volz       |  |     |
| DF            | 3  | Carlos Bocanegra  |  | 61' |
| DF            | 6  | Zat Knight        |  |     |
| DF            | 33 | Niclas Jensen     |  |     |
| MF            | 4  | Steed Malbranque  |  | 89' |
| MF            | 8  | Claus Jensen      |  |     |
| MF            | 21 | Zesh Rehman       |  | 75' |
| MF            | 11 | Luís Boa Morte    |  |     |
| FW            | 20 | Brian McBride     |  | 61' |
| FW            | 13 | Tomasz Radzinski  |  | 68' |
| Náhradníci:   |    |                   |  |     |
| GK            | 25 | Jaroslav Drobný   |  | 31' |
| DF            | 24 | Alain Goma        |  | 61' |
| MF            | 18 | Ahmed Elrich      |  | 89' |
| MF            | 5  | Sylvain Legwinski |  | 75' |
| FW            | 15 | Collins John      |  | 61' |
| FW            | 10 | Heider Helguson   |  | 68' |
| DF            | 17 | Liam Rosenior     |  |     |
| MF            | 23 | Michael Timlin    |  |     |
| Trenér:       |    |                   |  |     |
| Chris Coleman |    |                   |  |     |

## Ocenění

### Nejlepší hráči
- Nejlepší hráč:  Taylor Twellman (New England Revolution)
- Nejproduktivnější hráč:  Taylor Twellman (New England Revolution)
- Obránce roku:  Jimmy Conrad (Kansas City Wizards)
- Brankář roku:  Pat Onstad (San Jose Earthquakes)
- Nováček roku:  Michael Parkhurst (New England Revolution)
- Trenér roku:  Dominic Kinnear (San Jose Earthquakes)
- Comeback roku:  Chris Klein (Kansas City Wizards)
- Gól roku:  Dwayne De Rosario (San Jose Earthquakes)
- Cena Fair Play:  Ronald Cerritos (San Jose Earthquakes)
- Humanista roku:  Brian Kamler (Real Salt Lake)

#### MLS Best XI 2005
| Brankář                           | Obránci | Záložníci | Útočníci                                                            |
| --------------------------------- | --- | --- | ------------------------------------------------------------------- |
| Pat Onstad (San Jose Earthquakes) | Chris Albright (Los Angeles Galaxy) Danny Califf (San Jose Earthquakes) Jimmy Conrad (Kansas City Wizards) | Clint Dempsey (New England Revolution) Dwayne De Rosario (San Jose Earthquakes) Christian Gómez (D.C. United) Sharlie Joseph (New England Revolution) Ronnie O'Brien (FC Dallas) | Jaime Moreno (D.C. United) Taylor Twellman (New England Revolution) |